# Symbolika neonazistowska
Symbolika neonazistowska – grupa symboli, znaków, skrótowców tworzonych z cyfr i liter, odwołujących się do ideologii neonazistowskiej, często wykorzystywanych jako forma ukryta treści ze względu na sankcje prawne wynikające z ich używania.

## Znaki
Część organizacji neonazistowskich kontynuuje używanie swastyki. Większość jednak odżegnuje się od niej, tworząc symbole oparte na jej graficznym przedstawieniu, lub używając symboliki nawiązującej do etnicznej tradycji. Niekoniecznie mają one naturę rasistowską. Popularne jest np. używanie flagi III Rzeszy z lat 1933–1935, którą wprowadzono zamiast flagi Republiki Weimarskiej po przejęciu władzy przez Adolfa Hitlera. Ta sama flaga była wcześniej flagą Związku Północnoniemieckiego (1867–1871) i Cesarstwa Niemieckiego (1871–1919). Niektóre z innych używanych obecnie symboli:
- Krzyże:
  - Krzyż celtycki[2] – znak przyjęty w przez nazistowskich kolaborantów we Francji i Holandii[3], następnie używany przez francuską neofaszystowską grupę Jeune Nation[4]. Według M. Fielitza grecki Złoty Świt wykorzystywał neonazistowskie symbole, wiążąc je z elementami kultury greckiej (w przypadku krzyża celtyckiego była to litera Θ)[5]. Krzyż ten jest używany przez liczne amerykańskie grupy głoszące białą supremację, czasami w połączeniu z hasłem white pride world wide. Z kolei skinheadzi łączyli go często w jeden symbol z czaszką[6].
  - Krzyż słoneczny – używany m.in. przez szwedzką Nordycką Partię Ludową (Nordiska Rikspartiet)[7],
- Koło zębate – węgierskie Magyar Népjóléti Szövetség[8],
- Runy:
  - algiz – Allgermanische Heidnische Front[9]
  - odala[2]
  - sowilo – runa znana jako jeden z symboli SS (powtórzony dwukrotnie), czasem mylony z runą Eihwaz,
  - tiwaz – był symbolem SA Reichsführerschulen w nazistowskich Niemczech,
- Litery ze starotureckiego pisma orchońskiego – używane były przez zwolenników pantureckiego pisarza Nihala Atsiza, należących m.in. do organizacji Türkçü Toplumcu Budun Derneği
- Swastyka – m.in. Amerykańska Partia Nazistowska, São Paulo Skinheads (Brazylia), Nationalsocialistisk Front (Front Narodowosocjalistyczny, Szwecja)
  - „Ostra swastyka” – swastyka z ostro zakończonymi ramionami
- Przypominający triskelion symbol złożony z trzech siódemek[10] – południowoafrykański Afrikaner Weerstandsbeweging (Afrykanerski Ruch Oporu)
- Wolfsangel – używany przez SS i Hitlerjugend, a także obecnie przez różne grupy neonazistowskie[2],
- Meander, nazywany także „grecką swastyką”, używany przez grecką neonazistowską partię Złoty świt,
- Labrys – symbol przedstawiający minojski dwustronny topór, używany czasem przez niektórych nostalgików greckiego faszyzmu.

## Akronimy i numeronimy
| Skrót      | Znaczenie |
| ---------- | --- |
| 18         | Liczba stanowi odniesienie do 1. i 8. litery alfabetu tj. "A" i "H" – będące inicjałami imienia i nazwiska Adolfa Hitlera. W ten sposób przekazywane jest niebezpośrednio skojarzenie nazistowskie, np. w przypadku brytyjskiej organizacji terrorystycznej Combat 18, czy też projektu pobocznego niemieckiego prawicowego zespołu rockowego, „Sturm 18”. Podobne przypuszczenia istnieją odnośnie do przybierania numeru „18” na koszulkach sportowców oraz nabywania takowych przez kibiców piłkarskich celem skojarzenia ich z ruchem neonazistowskim. |
| 28         | Odnosi się do 2. i 8. litery alfabetu i służy jako skrótowiec od Blood & Honour (Krew i Honor), neonazistowskiego ruchu. |
| 74         | Odnosi się do 7. i 4. litery alfabetu i odnosi się do skrótowca w j. niem. od „Großdeutsches Reich” (pol. „Rzesza Wielkoniemiecka”). |
| 84         | Odnosi się do 8. i 4. litery alfabetu i służy za skrótowiec od niemieckiego określenia „Heil Deutschland” (używana też jako pozdrowienie „Heil dir” – „Cześć Tobie”). |
| 88         | Zawiera w sobie dwukrotnie cyfrę "8", a tym samym skrótowiec od nazistowskiego pozdrowienia Heil Hitler. Przykładowe odniesienia w rzeczywistości to Club 88 – miejsce spotkań neonazistów w Neumünster (Szlezwik-Holsztyn) oraz nazwa jednego z najstarszych amerykańskich grup muzycznych hatecore – Chaos 88. Ponadto "88" może oznaczać SS, kiedy odczytuje się alfabet od tyłu. |
| 444        | Oznacza "DdD" (niem. „Deutschland den Deutschen” – pol. „Niemcy dla Niemców”), określenie wyrażające niezadowolenie z pobytu obcokrajowców. |
| 19/8       | Zawiera w sobie liczbę „19” i cyfrę „8” odnoszące się do liter „S” i „H” alfabetu, a tym samym oznacza skrótowiec od Sieg Heil. |
| 1919       | Podwójna liczba "19" (odpowiada literze "S" w alfabecie), a zatem skrótowiec od SS. |
| 1488       | Tzw. Fourteen Words (z ang. „czternaście słów”) to często używane przez neonazistów i białych rasistów, maskujące określenie zdań (slogan ten został ukuty przez Davida Lane’a) oraz skrótowiec Heil Hitler (od 88). |
| 168:1      | Skrótowiec pochodzący od wydarzenia jakim był zamach terrorystyczny w Oklahoma City, dokonany 19 kwietnia 1995, przez Timothy McVeigha, w którym zginęło 168 osób. Liczby w skrócie w sposób sarkastyczny obrazują stosunek strat w ludziach (168 do 1). |
| 14 słów    | Odnosi się do sloganu stworzonego przez Davida Lane’a. Rzadko spotyka się skrótowiec liczby „14” jako „1” i „4” litery alfabetu oznaczające niem. określenie „auf Deutschland” – pol. „za Niemcami”. |
| 4/20       | Także 4:20 lub 420 – odnosi się do anglosaskiego przedstawiania daty urodzin Adolfa Hitlera (20 kwietnia). |
| B & H      | Tak jak wyżej "28" – odnosi się do Blood & Honour. |
| HFFH       | Oznacza w j. ang. „Hammerskins forever, forever Hammerskins” – „Hammerskins na zawsze, na zawsze Hammerskins” (Hammerskins – neonazistowskie stowarzyszenie z Dallas w Teksasie). |
| HooNaRa    | Od okrzyku bojowego w j. niem. „Hooligans – Nationalisten – Rassisten” (pol. „chuligani – nacjonaliści – rasiści”) |
| JOG        | Skrótowiec od określenia w j. ang. „Jewish occupied government” – pol. „żydowski rząd okupacyjny”. |
| RaHoWa     | Akronim od określenia w j. ang. „RAcial HOly WAr”, oznaczający „świętą wojna ras”. |
| SWP        | Z ang. „supreme white power” – stopniowanie wyższe od „white power” („Biała supremacja”), oznaczające „najwyższa biała siła”. |
| WAR        | Skrótowiec od „white aryan resistance” („opór białych aryjczyków”) (w Niemczech także „WAW” od „weißer arischer Widerstand”). |
| W.A.P.     | „white aryan power” („biała aryjska siła”). |
| W.O.T.A.N. | Skrótowiec od "will of The aryan nation" – pol. "wola aryjskiego narodu", wraz z odniesieniem do Wotana – wariantu imienia najwyższego z bogów nordyckich, Odyna. |
| WP         | Oznacza "white power" – "biała siła”, hasło wyborcze Ku Klux Klanu. Później był używany przez brytyjskiego neonazistę, Iana Stuarta Donaldsona, wokalisty zespołu Skrewdriver. |
| WPWW       | Od ang. określenia „white pride world wide” (pol. „biała duma na całym świecie”). |
| ZOG        | Od ang. określenia „zionist occupation government” – pol. syjonistyczny rząd okupacyjny. |
| WN         | Skrótowiec od "white nationalists" („biali nacjonaliści”). Często dodawana jest pierwsza litera miasta z którego grupa pochodzi np. WNW może oznaczać neonazistów z Wrocławia lub Warszawy. |

## Symbole

Flaga III Rzeszy bez swastyki, obowiązująca w latach 1933–1935
Krzyż celtycki.
Krzyż słoneczny.
Runa Algiz.
Runa Odal.
Runa Tiwaz.
Wolfsangel.
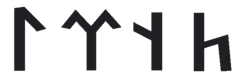
Przykładowe litery z alfabetu Orkhon.
„Trzy siódemki” - rodzaj triskelionu, używany przez Afrykanerski Ruch Oporu.
Meandros – „grecka swastyka”.
Czarne Słońce
Miecz i młot, symbol strasseryzmu
Krzyż Żelazny (wersja z 1939 r.)
Insygnia głowy śmierci SS